# اتفاقية المتر

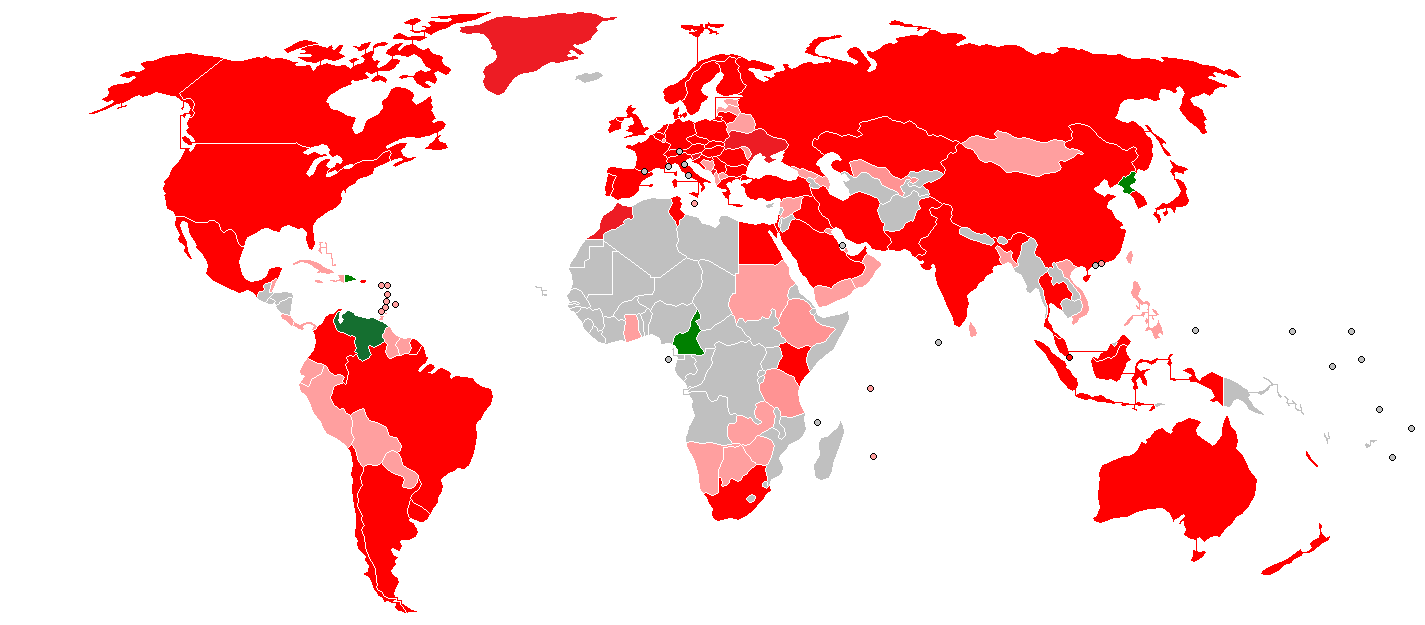
موقعين على الاتفاقية المتر:
الدول الأعضاء
الزميلة

اتفاقية المتر (باللفرنسية Convention du Mètre, المعروف أيضا باسم معاهدة المتر) هي معاهدة دولية وقعت في باريس في 20 مايو 1875 من قبل ممثلي 17 دولة التي أنشأت معهدا لغرض تنسيق المقاييس الدولية لتنسيق وتطوير النظام المتري. المعاهدة أيضا إعداد المنظمات المرتبطة بها للإشراف على إدارة المعهد. في البداية إلا أنه يساوره القلق بوحدات الكتلة والطول، ولكن في عام 1921، في الجلسة السادسة للمؤتمر العام في الأوزان والتدابير (CGPM)، تم مراجعته وتمديد ولايتها لتشمل جميع القياسات الفيزيائية. في عام 1960، في اجتماعات الحادية عشرة من المؤتمر العام للأوزان والمقاييس (CGPM)، وإصلاح نظام الوحدات أنها أنشأت وأعيد إطلاقها باسم «النظام الدولي للوحدات» (SI).
إنشاء الاتفاقية ثلاث منظمات رئيسية هي:
- المؤتمر العام للأوزان والمقاييس (Conférence générale des poids et mesures أو CGPM) – لقاء كل 4-6 سنوات من المندوبين من جميع الدول الأعضاء.
- اللجنة الدولية للأوزان والمقاييس (Comité international des poids et mesures أو CIPM) - وهو هيئة استشارية لل المؤتمر العام للأوزان والمقاييس تتألف من 18 علماء المقاييس والموازين بارزة من 18 دولة مختلفة.
- المكتب الدولي للأوزان والمقاييس (Bureau international des poids et mesures أو BIPM) - وهي منظمة مقرها في سيفر، فرنسا أن تتحفظ على كيلوغرام النموذج الدولي، تقدم خدمات المقاييس لالمؤتمر العام للأوزان والمقاييس واللجنة الدولية للأوزان والمقاييس، يضم الأمانة العامة لهذه المنظمات وتستضيف اجتماعاتها الرسمية.

ويقتصر عدد أعضاء الاتفاقية على الدول التي لديها علاقات دبلوماسية مع فرنسا، ولكن في عام 1999 تم إدخال فئة من العضوية المنتسبة لتلك الدول التي ترغب في المشاركة في المعايرة وقياس المتبادلة اتفاق برنامج التعرف على (مرا) من دون المشاركة في أنشطة BIPM.

## الدول الأعضاء
الأرجنتين (1877)

 أستراليا (1947)

 النمسا (1875)

 بلجيكا (1875)

 البرازيل (1921)

 بلغاريا (1911)

 كندا (1907)

 تشيلي (1908)

 الصين (1977)

 كولومبيا (2013)

 كرواتيا (2008)

 جمهورية التشيك (1922)

 الدنمارك (1875)

 جمهورية الدومينيكان (1954)

 مصر (1962)

 فنلندا (1923)

 فرنسا (1875)

 ألمانيا (1875)

 اليونان (2001)

 المجر (1925)

 الهند (1957)

 إندونيسيا (1960)

 إيران (1975)

 العراق (2013)

 جمهورية أيرلندا (1925)

 إسرائيل (1985)

 إيطاليا (1875)

 اليابان (1885)

 كازاخستان (2008)

 كينيا (2010)

 ماليزيا (2001)

 المكسيك (1890)

 هولندا (1929)

 نيوزيلندا (1991)

 النرويج (1875)

 باكستان (1973)

 بولندا (1925)

 البرتغال (1876)

 رومانيا (1884)

 روسيا (1875)

 السعودية (2011)

 صربيا (1879, 1929, 2001)

 سنغافورة (1994)

 سلوفاكيا (1922)

 جنوب إفريقيا (1964)

 كوريا الجنوبية (1959)

 إسبانيا (1875)

 السويد (1875)

 سويسرا (1875)

 تايلاند (1912)

 تونس (2012)

 تركيا (1875)

 المملكة المتحدة (1884)

 الولايات المتحدة (1878)

 الأوروغواي (1908)

 فنزويلا (1879)

## الشركاء
ألبانيا (2007)

 بنغلاديش (2010)

 بيلاروس (2003)

 بوليفيا (2008)

 البوسنة والهرسك (2011)

 بوتسوانا (2012)

 الكاريبي (2005)

 Chinese Taipei (2002)

 كوستاريكا (2004)

 كوبا (2000)

 الإكوادور (2000)

 إستونيا (2005)

 جورجيا (2008)

 غانا (2009)

 هونغ كونغ (2000)

 جامايكا (2003)

 لاتفيا (2001)

 ليتوانيا (2001)

 لوكسمبورغ (2014)

 مقدونيا (2006)

 مالطا (2001)

 موريشيوس (2010)

 مولدوفا (2007)

 منغوليا (2013)

 الجبل الأسود (2011)

 ناميبيا (2012)

 عمان (2012)

 بنما (2003)

 باراغواي (2009)

 بيرو (2009)

 الفلبين (2002)

 سيشل (2010)

 سلوفينيا (2003)

 سريلانكا (2007)

 السودان (2014)

 سوريا (2012)

 أوكرانيا (2002)

 فيتنام (2003)

 اليمن (2014)

 زامبيا (2010)

 زيمبابوي (2010)